# DOS/V
DOS/V ist eine Variante des Betriebssystems MS-DOS bzw. PC DOS für den japanischen Markt, das von IBM und Microsoft entwickelt wurde und 1990 erstmals erschien.
Die Bezeichnung rührt daher, dass das Betriebssystem den graphischen Modus des VGA-Standards ausnutzt. Mit der so möglichen Auflösung von 640 × 480 Pixel können auch japanische Schriftzeichen dargestellt werden. Die notwendigen Eingabemethoden und Schriften werden softwareseitig umgesetzt, sodass DOS/V auch auf westlichen PC-kompatiblen Rechnern ausgeführt werden kann. In den 1980er und 1990er Jahren waren in Japan eigene Computer, allen voran die PC-98-Serie des Herstellers NEC, in Gebrauch, die inkompatibel mit DOS-Programmen waren.

## Treiber
- $FONT.SYS – Schriftartentreiber[1][2][3]
- $DISP.SYS – Bildschirmtreiber[4][2][3]
- $IAS.SYS – Eingabeunterstützungs-Subsystem (IAS) mit Frontend-Prozessor (FEP) – Treiberunterstützung[2]
- $PRN.SYS – Drucker-Treiber[2]
- $PRNUSER.SYS – Drucker-Treiber[2]
- $PRNESCP.SYS – Drucker-Treiber für Epson ESC/P J84[2]
- $FONTX.SYS
- DSPXVBE.EXE